# 秋篠安人
秋篠 安人（あきしの の やすひと）は、奈良時代から平安時代初期にかけての公卿。阿波守・土師宇庭の子。官位は従三位・参議。

## 出自
『公卿補任』『尊卑分脈』などの基本史料では阿波守・土師宇庭（宇遅）の子とされる。

## 経歴
もともと土師宿禰姓であったが、同族の古人らが天応元年（781年）本拠地（大和国添下郡菅原）の地名に因んで、菅原宿禰に改姓したことと同様に、翌天応2年（782年）に安人も改姓を願い出て、本拠地（大和国添下郡秋篠）の地名に因み、併せて兄弟6人が秋篠宿禰姓を与えられた。改姓理由として、土師氏は埴輪を発明した野見宿禰の子孫として、専ら凶儀である葬送儀礼に携わってきたが、この状態は不本意であることを挙げている（この時の官位は正八位上・少内記）。こののちも外記や内記と文書作成を行う官職を務める一方、延暦9年（790年）には朝臣姓を賜与されている。
延暦8年（789年）外従五位下、延暦10年（791年）内位の従五位下に昇叙される。延暦10年（791年）少納言、延暦15年（796年）左少弁、延暦17年（798年）左中弁と、桓武朝中盤は太政官の実務官僚を務める一方で、右兵衛佐・中衛少将と武官も兼帯した。またこの間、延暦15年（796年）従五位上、延暦16年（797年）菅野真道らと『続日本紀』の編纂を完了させて正五位上、延暦19年（800年）には従四位下に叙せられるなど順調に昇進を果たしている。
延暦24年（805年）に菅野真道に続いて参議に任ぜられ公卿に列し、右大弁・近衛少将を兼ねる。延暦25年（806年）平城天皇が即位すると左大弁・左衛士督に昇進し、春宮大夫（春宮は神野親王のち嵯峨天皇）も兼ねるが、翌大同2年（807年）伊予親王の変に関与したとして、造西寺長官に左遷の上、他の官職を全て罷免され失脚する。しかし、大同3年（808年）右大弁に復すと、翌年には左大弁に任ぜられている。
嵯峨朝に入ると、大同5年（810年）に発生した薬子の変後に復権、参議に還任されて、左大弁・左兵衛督を兼任する。弘仁6年（815年）には従三位に叙せられた。またこの間、嵯峨天皇の命により編纂された『弘仁格式』も手がけている。
弘仁12年（821年）正月10日薨去。享年70。最終官位は参議従三位行近江守。

## 官歴
注記のないものは『六国史』による。
- 時期不詳：正八位上。播磨少目[6]
- 天応2年（782年） 5月21日：土師宿禰姓から秋篠宿禰姓に改姓。6月：少外記[6]
- 延暦3年（784年） 2月：少内記[7]
- 延暦6年（787年） 3月：大外記[7][8]
- 時期不詳：正六位上
- 延暦8年（789年） 正月6日：外従五位下。
- 延暦9年（790年） 3月26日：兼右兵衛佐、外記如元。12月30日：宿禰姓から朝臣姓に改姓
- 延暦10年（791年） 正月7日：従五位下（内位）。2月14日：大判事、外記如元。3月21日：少納言、右兵衛佐如元
- 延暦12年（793年） 正月：兼丹波介[7]
- 時期不詳：兼侍従
- 延暦15年（796年） 正月7日：従五位上[7]。正月19日：丹波守[7]。8月29日：兼左少弁、右兵衛佐兼丹波守如元
- 延暦16年（797年） 2月：正五位上[7]
- 延暦17年（798年） 2月6日：左中弁、丹波守如元[7]
- 延暦18年（799年） 2月20日：兼中衛少将、左中弁丹波守如元
- 延暦19年（800年） 正月7日：従四位下[7]
- 延暦21年（802年） 正月：兼阿波守[7]
- 延暦22年（803年） 5月：兼勘解由長官[7]。7月15日：兼近衛少将[7]
- 延暦24年（805年） 正月14日：参議。正月16日：右大弁
- 延暦25年（806年） 4月13日：従四位上。4月18日：兼左衛士督。5月19日：春宮大夫。5月24日：北陸道観察使[7]。7月14日：左大弁[7]
- 大同2年（807年） 4月16日：停参議。8月14日：兼侍従[7]。11月14日：造西寺長官、停他官[7]（伊予親王の変連座）
- 大同3年（808年） 11月4日：右大弁
- 大同4年（809年） 6月2日：左大弁[7]
- 大同5年（810年） 9月10日：参議兼右衛士督。9月18日：兼越後守。9月27日：兼右兵衛督、左大弁如元
- 弘仁2年（811年） 6月1日：兼左兵衛督。7月23日：兼備中守
- 弘仁3年（812年） 正月12日：兼備前守
- 弘仁4年（813年） 正月7日：正四位下
- 弘仁5年（814年） 2月：辞左兵衛督[7]
- 弘仁6年（815年） 正月7日：従三位
- 弘仁9年（818年） 6月16日：兼備前守[7]
- 弘仁11年（820年） 正月11日：兼近江守[7]。正月23日：解左大弁[7]。12月：致仕[7]